# Kaplica ewangelicka w Ustroniu-Dobce
Kaplica ewangelicka w Ustroniu-Dobce – kaplica ewangelicko-augsburska w Ustroniu-Dobce, w województwie śląskim, w Polsce. Należy do Parafii Ewangelicko-Augsburskiej w Ustroniu i pełni funkcję kaplicy jej filiału Ustroń-Dobka, który w 2018 liczył 153 wiernych, natomiast w 2023 skupiał 163 członków. 

## Historia
Do czasu wybudowania szkoły w Dobce, miejscowe dzieci uczyły się w budynku położonym w Polanie. W 1876 r. została utworzona w prywatnym budynku klasa szkolna, w któren zajęcia odbywały się raz w tygodniu. 
Decyzją Rady Szkolnej i Wydziału Gminnego w Ustroniu postanowiono o budowie szkoły ludowej. Budynek otwarto 9 października 1903 r. Po zakończeniu II wojny światowej przystąpiono do jego rozbudowy. Prace zakończono 12 września 1948 r. W nowej siedzibie działała Publiczna Szkoła Powszechna nr 4 w Ustroniu-Dobce, przekształcona w 1974 r. w filię Szkoły Podstawowej nr 3 w Ustroniu-Polanie. 
Szkoła została zlikwidowana w 2000 r., a budynek po niej przejęło szkolne schronisko młodzieżowe, przeniesione w 2009 r. do Wisły-Malinki. Siedziba dawnej szkoły została zakupiona w 2010 r. przez parafię ewangelicko-augsburską w Ustroniu. Parafia po przeprowadzeniu prac adaptacyjnych otworzyła tutaj kaplicę filialną, poświęconą 11 czerwca 2010 r. przez ks. biskupa Pawła Anweilera.
W 2018 r. podczas rocznicy otwarcia kaplicy odbyła się uroczystość poświęcenia dzwonnicy przeniesionej w pobliże kaplicy.
Nabożeństwa w kaplicy odbywają się w każdą niedzielę i w święta.